# Clarence Bekker
CB Milton leginkább Clarence Bekker néven ismert (születési neve: Clarence Becker Milton), (Suriname, 1968. április 10. –)  suriname-i születésű holland rockénekes. Az 1990-es évek első felében vált ismertté.

## Pályafutása
1969-ben költözött családja Hollandiába, amikor Bekker  hatéves volt. Hamarosan tehetségkutató műsorokban lépett fel. 1985-ben harmadik helyezett lett egy ilyen showban. 1987-ben csatlakozott a Swinging Soul Machine együtteshez. 1993-ban kiadták debütáló szólólemezét (Send Me An Angel).
Tagja a Playing for Change PFC Band együttesének.

## Albumok
- 2012: Old Soul
- 2011: Songs Around The World II
- 2010: Live (Playing for Change)
- 2010: Best of CB Milton
- 2009: Songs Around The World
- 1998: From Here To There
- 1996: The Way To Wonderland
- 1994: It's My Loving Thing